# Rio Buriganga
O Rio Buriganga (Bengali: বুড়িগঙ্গা Buŗigônga "Velho Ganges") é o principal rio que banha Daca, capital de Bangladesh.